# 駁船碼頭

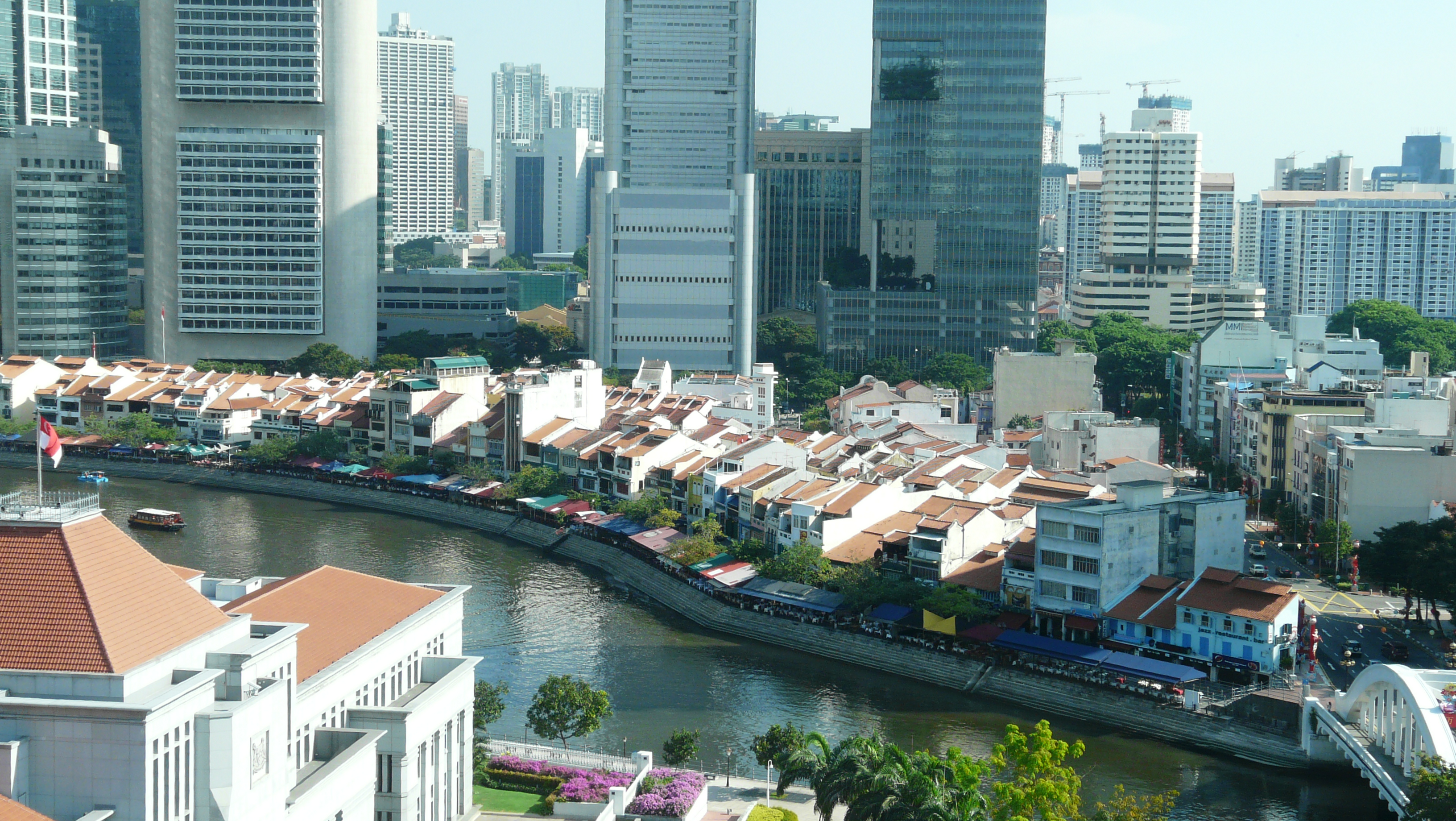

駁船碼頭（英語：Boat Quay），新加坡一個旅遊景點，位於新加坡河河口的南岸，由大華銀行大廈附近的店屋，一直伸延至愛琴橋。這裡曾經是舊新加坡港最繁忙的區域，於1860年代的貨物處理量佔該市的四份三。1980年代市區重建局對該區重新規劃，一排排的店屋得以翻新保留，並作餐廳及酒吧之用。

## 伸延閱讀
- National Heritage Board (2002), Singapore's 100 Historic Places, Archipelago Press, ISBN 981-4068-23-3
- Victor R Savage, Brenda S A Yeoh (2003), Toponymics – A Study of Singapore Street Names, Eastern Universities Press, ISBN 981-210-205-1

## 外部連結
- 官方网站